# ژالکوویتسه
ژالکوویتسه (به لاتین: Žalkovice) یک منطقهٔ مسکونی در جمهوری چک است که در شهرستان کرومیه‌رژیژ واقع شده‌است. ژالکوویتسه ۶٫۸۱ کیلومتر مربع مساحت و ۶۰۶ نفر جمعیت دارد و ۱۹۷ متر بالاتر از سطح دریا واقع شده‌است.